# الأسطورة والخرافة والعلاقة بينهما
الأسطورة والخرافة والعلاقة بينهما موضوع يتطرق حول الخيال[ ؟ ] والعلاقة بين الخرافة والأساطير.

## مقدمة عن الأساطير
الأساطير تنقسم إلى ثلاثة أنواع هي:

### الخرافات البحتة (Myths)
هي وليدة الخيال[ ؟ ] الذي يسبق حب الاستطلاع والفروض العلمية عند التفكير في الظواهر الطبيعية وفي المعتقدات والشعائر الدينية[ ؟ ].

### الأساطير (Sags)
الأساطير تستند إلى أساس[ ؟ ] تاريخى وإن امتلاءت أحياناً بالتفاصيل الخرافية وهي  تصور ما وعته ذاكرة[ ؟ ] الشعب أو ما نسجه خيال شاعر حول حادث حقيقى كان  له من الأهمية ما جعله يعلق بالأذهان صحيحاً كان أو محرفاً.
و تتمتع الأسطورة بسلطة هائلة على عقول الأفراد ونفوسهم، ومؤيدات هذه السلطة تنبع من داخل الأسطورة لا من خارجها. وهي عندما تتصدى لمسألة من المسائل الشمولية، فإنها لا تطرح موضوعها على بساط البحث والتحليل، وإنما تتقدم بحقائق لا تقبل الجدال.

### القصص الشعبى (Marchen)
القصص الشعبى كان أقل انتشاراً من الخرافات والأساطير لأنها تصور دائماً الجن والعفاريت وما غير ذلك من الكائنات العجيبة ولا تدور حول شخصيات خيالية[ ؟ ] وأحداث وهمية إنما كانت نتاجاً للخيال في دور الطفولة ابتدعه مؤلفون غير معروفين وتناقلته الأفواه بل وانتقل من شعب إلى شعب رغم اختلاف اللغة.

## الأسطورة والخرافة
الأسطورة هي أصل الخرافة وتشبهها إلى حد كبير رغم وجود بعض الاختلاف بينهما ؛فالأساطير هي في الحقيقة مجموعة من الأكاذيب، ولكنها أكاذيب كانت لقرون طويلة حقائق يؤمن بها الناس.
ولقد ألهمت الأساطير الفنانين والشعراء والأدباء أفكارا خلاقة بل وروائع مدهشة؛ لهذا يجب احترام الأساطير بما فيها من تفاصيل عجيبة رائعة دون النظر إلى مجافاتهاللحقيقة أو ما فيها من تناقضات.
وتتيح دراسة الأساطير التعرف بمدارك عالم بدائي في ضوء خافت أو ظلال خفيفة غامضة عبر سنين طويلة، وإذا لم نعتبرها سوى رموز شفافة، وحاولنا أن نفسرها بملاحظة العالم الطبيعى المادى فانا نكون قد تجاوزنا دون مبرر حدود الحقيقة الواقعة، وللخيال والهوى نصيب في هذا السرد الطويل للمعتقدات الأسطورية التي اعتنقتها الشعوب القديمة.
ونحن لا نجهل أن الأساطير مهملة بعض الشـئ في مضمار الأدب، بيد أنه كان لها عصرها من النهضة والحظوة, وقد طبعت لغتنا بطابعها الخاص، ولم تزل أبدا كنزا من الأفكار الخلابة والصور الرائعة وليس في سبيل للتاريخ في أن يتغلب على الأقصوصة الخرافية في مضمار الفن : فالحقيقة الواقعة، مهما كانت رائعة وملهمة فهي مع ذلك محدودة بنطاقها، في حيث أنه لا حدود في معطيات الخيال والإحساس، وهكذا فمهما زادت حصيلة الواقع التاريخي، فإن هذا الواقع لن يكون له أبدا في نظر الفنان والشاعر ماللقصة الخيالية من رحابة وخصوبة وسحر.

### تعريف الأسطورة
تفيد الأسطورة على الغالب، الحادثة القديمة المحفوفة بالمبالغات حتى الخرافات أحيانا، تفيد أيضا الأقاويل المنمقة المزخرفة التي لا نظام لها، حتى انها تشبه الكلام الباطل، وهي تتناول مختلف النشاطات الاجتماعية من أدبية وحربية وصناعية ودينية.
وقد وردت في اللغة الفرنسية بمعنى الحادث (Histoire) وفي الإنجليزية بمعنى الحادث (Historia).
وقد اتخذت الأسطورة معنى الحكاية، سواء أكان لها أصل مبالغ أم لم يكن لها أصل، وزيدت الألف في أول الكلمة لتسهيل اللفظ لأن العرب تأبى لفظ الحرف الساكن كما الحال في كلمة أفلاطون.
وكلمة أسطورة من الفعل سطر. وقد ورد تعريف مفصل لهذا الفعل ومشتقاته في لسان العرب (يقال بنى سطرا وغرس سطرا) والسطر الخط والكتابة : قال الزجاج في قوله تعالى: «وقالوا أساطير الأولين » خبر لابتداء وحذوف المعنى وقالوا الذي جاء به الأولين معناه سطره الأولون. وواحد الأساطير أسطورة، كما قالوا أحدوثة وأحاديث وسطر يسطر إذا كتب.
قال الله في كتابه العزيز: «والقلم وما يسطرون» أي وما تكتب الملائكة، وقد سطر الكتاب بسطره سطرا وسطره وأسطره.
وقال الأزهرى ما حكاه الضرير عن الأعرابى: اسطر اسمى، أي جاوز السطر الذي هو فيه.
وإسطاره بالكسر، واسطير واسطرة وأسطور وأسطورة بالضم إذا جاء بالأحاديث تشبه الباطل : يقال هو يسطر ما لا أصل له، أي يؤلف. ويقال سطر فلان على فلان إذا زخرف له الأقاويل ونمقها.
وفي تاج العروس فقد أورد الزبيدى عن الأسطورة، ما معناه يقال هو يسطر مالا أصل له أي يؤلف.
وفي حديث الحسن سأله الأشعث عن شيء من القرآن، فقال له والله إنك تسطر على بشـئ أي ما تروِّج، يقال سطر فلان على فلان إذا زخرف له الأقاويل ونمقها (تاج العروس ج3 ص67).
وقد قال بعض اللغويين القدامى في تخريج هذه الكلمة مذاهب شتى.
فأبوعبيدة عالم اللغة الشهير (ت210 ه) يعتبر أن صيغتها هي صيغة منتهى الجموع فأساطير عنده جمع أسطار وأسطار جمع سطر.
كما ذهب أحد المستشرقين إلى أن أسطورة قريبة الصلة بقرينتها في اليونانية والاتينية <إسطوريا> Historia بمعنى أنها أخبار تؤثر عن الماضين لاسيما أن «أساطير الأولين» إنما وردت  في القرآن الكريم بهذا المعنى في سور مكيّة وفي سياق جدل واحتجاج بين النبى وكفار قريش لأنهم اعتبروا تلك الأخبار من الأوهام والأباطيل.
ولقد كانت الأسطورة لدى الشعوب القديمة قصة مقدسة تحكى لأنها تروى واقعة حدثت في أول الزمان in illo tempore وهي بالنسبة إليهم إذا قصة وقعت حقا وصدقا، تخبر عن حقيقة من الحقائق لا مجال للشك فيها. كما أنها تصور علاقة انسجام بين الإنسان والكون. فالكون ليس كتلة مبهمة أو مستغلة مستعصية على الفهم، بل عالم حى زاخر بالحياة يتحدث عن الإنسان عبر تجليه في الأساطير وعبر تعاقب الليل والنهار والفصول والولادة والبعث في تناغم بين الإنسان والكون والمجتمع.
ومن هنا يمكن أن نقول أن الأسطورة هي قصة حقيقية خيالية في نفس الوقت. قد يبدو التعريف غير متناسق أو غير منطقى. فكيف يكون الشئ حقيقيا وخياليا في نفس الوقت.الأسطورة قصة حقيقية.إذ أنها تحتوى على عنصر الحقيقة. فلابد أن يكون هناك عنصر حقيقى في كل أسطورة.
فعلى سبيل المثال حينما نتحدث عن أسطورة طروادة (Troy)

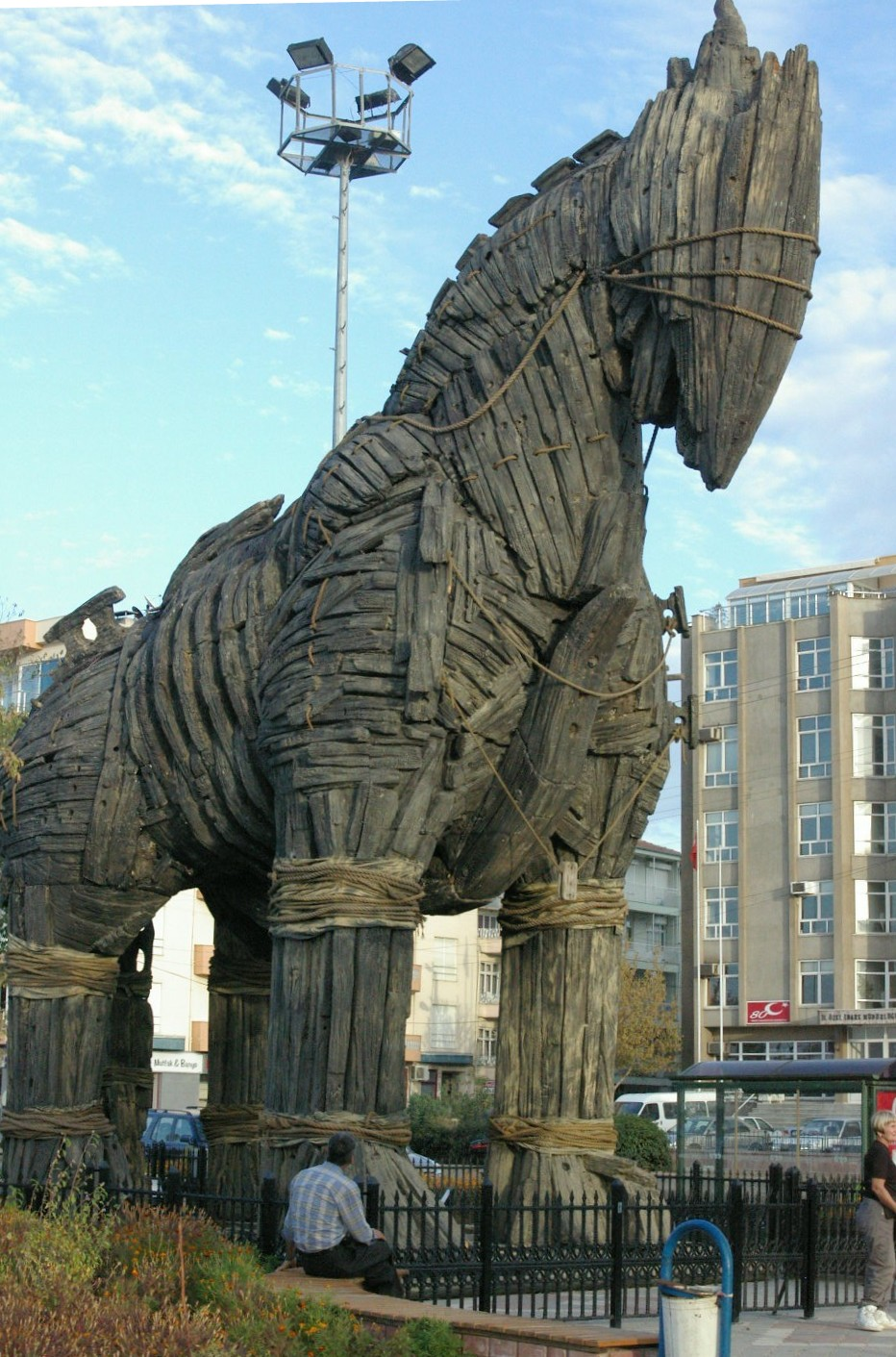
حصان طروادة الخشبي من العام 2004, موجود حاليا في مدينة شاناكاله التركية,

 فإننا نتحدث عن حقيقة تاريخية. فلقد ثبت بالدليل القاطع أن حروبا طاحنة قامت بين مدينة طروادة الواقعة في آسيا الصغرى والممالك الإغريقية الواقعة في جنوب القارة الأوربية ولقد أثبتت الدراسات التاريخية والأدبية أن تلك الحروب قامت لأسباب اقتصادية أو سياسية. كما أكدت الحفريات الأثرية وجود آثار تدمير مدينة طروادة بأسلحة الإغريق أكثر من مرة.-أسطورة طروادة- إذن تحتوى على عنصر الحقيقة التاريخية ثم تأتى بعد ذلك أجيال متعاقبة متعددة. يحاول كل جيل أن يضيف بعض التفاصيل إلى القصة التاريخية. قد يتخيل البعض أن سبب الحرب هو اختطاف هيلينى الإغريقية وهروبها مع أمير طروادى. وقد يتخيل البعض الآخر أن السبب هو غضب الآلهة من أهل طروادة. وقد تتخيل مجموعة ثالثة أن السبب هو رغبة الآلهة في تمجيد ذكرى بعض الأبطال الإغريق

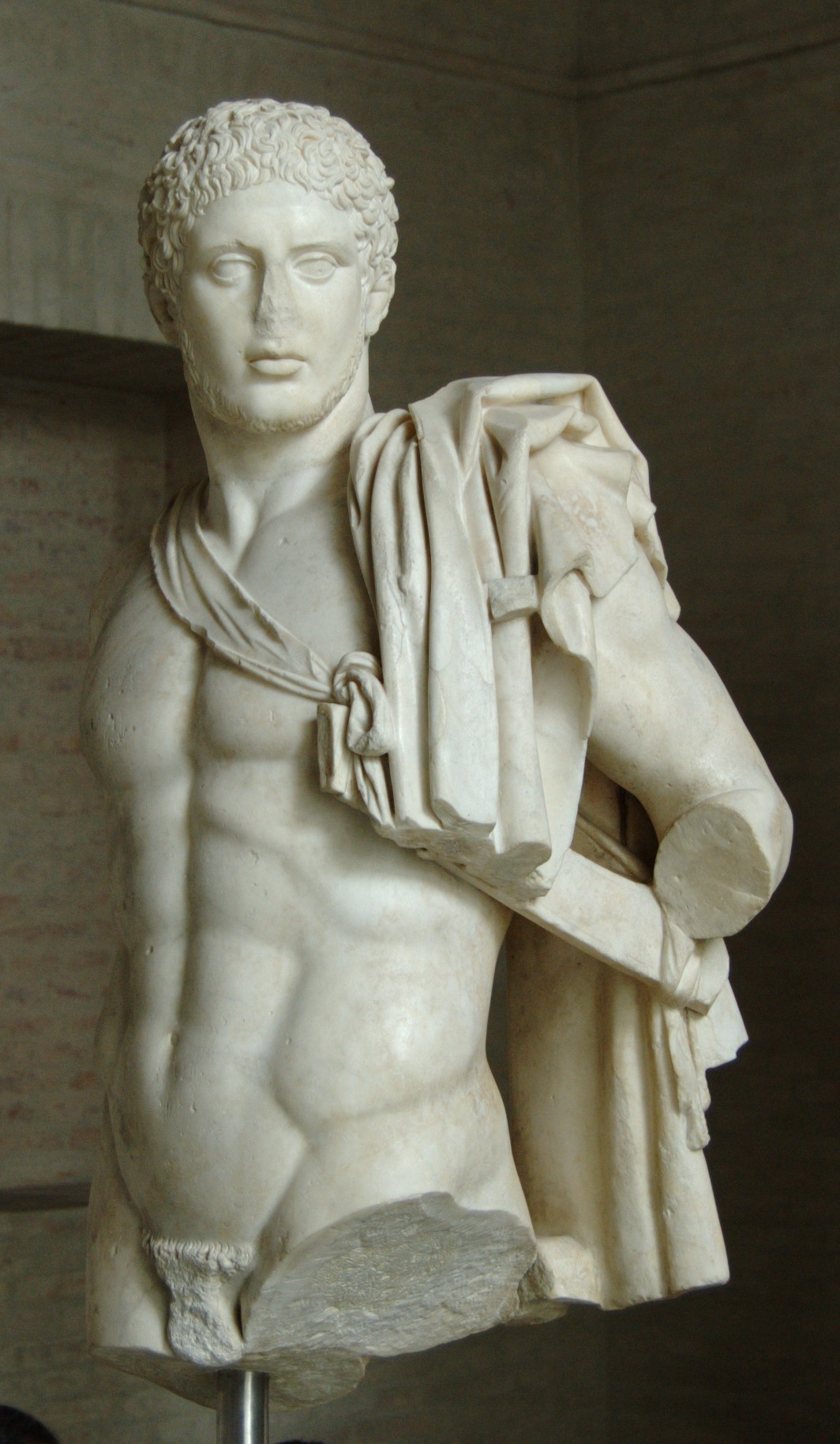
تمثال آخيل يعود للعام 430 قبل الميلاد

 ;إلى آخر تلك التفسيرات المختلفة لأسباب قيام الحرب وتفاصيل مراحل تطورها. 
إذن فالأسطورة هي قصة حقيقية تقوم على عنصر حقيقى. هذا العنصر الحقيقى هو مركز الأسطورة. ثم تأتى الأجيال المتعاقبة لتتناول تلك القصة الحقيقية وتغلف ذلك المركز الحقيقى بقشور هي في  الحقيقة من بنات أفكار تلك الأجيال أو معتقداتها. فإذا حاول الدارس للأسطورة أن ينزع تلك القشور واحدة بعد الأخرى فإنه سوف يصل بلا شك إلى عنصر الحقيقة التي تكونت منه الأسطورة في الأصل.

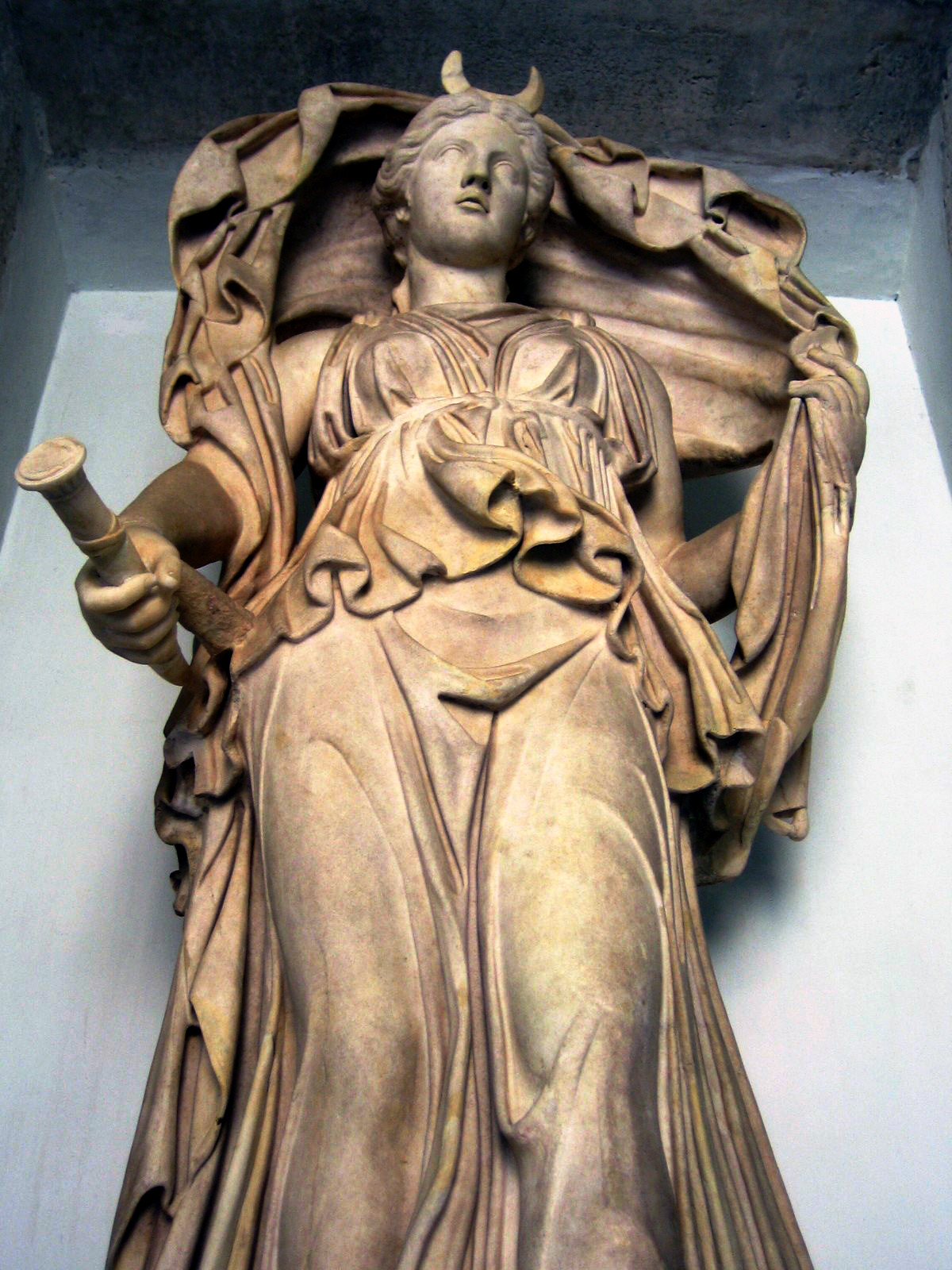
تمثال لسيلينى الهة القمر

وهناك مثال آخر يرجح هذا الرأى.فهناك أسطورة تقول إن أوكيانوس يعشق سيلينى.أوكيانوس هو إله البحر أو المحيط، وسيلينى هي إلهة القمر. تروى الأسطورة أن إله البحر أو المحيط عشق إلهة القمر سيلينى الفتاة ذات الوجه الجميل الباسم. لكن إلهة القمر لم تبادله حبا بحب. كلما كان البحر يسعى إليها بأمواجه العالية كانت سيلينى تفر منه وتختفى في الأفق البعيد. قد تبدو هذه الأسطورة قصة خيالية بعيدة كل البعد عن الواقع. فكيف يعشق البحر القمر؟! لكن الاكتشافات العلمية اثبتت وجود علاقة مباشرة بين ظاهرة طبيعية تعرف بظاهرة المد والجزر وظهور القمر في مرحلة الاكتمال أو كما نسميه في مرحلة البدر. فعندما يظهر القمر في مرحلة البدر يبدو كما لو كان وجه فتاة مبتسمة. ويتسبب ظهوره في إرسال آشعة معينة تؤثر على حركة مياه البحر ويحدث ما يعرف بحركة المد. وعندما يختفى البدر في الأفق البعيد يزول تأثير هذه الآشعة فتنحصر مياه البحر ويحدث ما يعرف بحركة الجزر. من هنا نكتشف أن الأسطورة تحتوى على عنصر الحقيقة العلمية التي لم يستطع الرجل البدائي أن يصل إلى تفسيرها بالطرق العلمية فصاغها في أسطورة.
من هذين المثلين العابرين يمكن القول أن الأسطورة قصة حقيقية تقوم على حقيقة ما. هذه الحقيقة قد تكون حقيقة تاريخية أو علمية أو اجتماعية أو دينية أو غيرها.
وإذن، فإن الأسطورة كما عاشتها المجتمعات القديمة هي التاريخ والدين والمعرفة والأخلاق :فهي التاريخ لأنها تحكى قصة كائنات علوية هي محل تقديس واحترام لأنها أصل كل شيء وكذلك أيضا لأنها تذكر أحداث تاريخية وقعت بالفعل. وهي الدين تبعا لذلك. كما أنها المعرفة لأنها تخبر بأصل الموجودات بدءا من الكون إلى المؤسسات الإنسانية وكيف ظهرت. وهي الأخلاق إذ هي تقدم من خلال التاريخ والدين والمعرفة نموذجا ومثلا أعلى للتصرف والسلوك يتم إحياؤه وإخراجه إلى حيز الوجود من خلال حفظ الأسطورة قولا وفعلا، أي من خلال المناسك والشعائر وضمان استمرارها.
إذن فالأسطورة هي قصة حقيقية عند بداية ظهورها ثم تضاف إليها بعض التفاصيل فتبدو بعد ذلك خيالية في نظر الأجيال التالية.

### تعريف الخرافة
إنه مما لاشك فيه أن الخرافة على صلة كبيرة من الأسطورة بل إنها لتستوى معها أو تكاد، ولم ترد كلمة خرافة في القرآن الكريم مثل كلمة أسطورة.
والخرافة تعرف في معاجم اللغة العربية بأنها «الحديث المستملح من الكذب». كما أنها تطلق على «ما يكذبونه من الأحاديث وعلى كا ما يستملح ويتعجب منه».
وكلمة الخرافة مشتقة من مادة «خ ر ف» ومن معانيه فساد العقل من الكبر.
أما خرافة غفلا من التعريف، فاسم علم، وقد ورد في سياقات عديدة منها «حديث خرافة» ويقال أنه «رجل من بنى عذرة أو من جهينة اختطفته الجن ثم رجع إلى قومه فكان يحدث بأحاديث مما رأى يعجب منها الناس فكذبوه فجرى على ألسنة الناس»
وفي رواية أخرى أن «خرافة هو اسم رجل استهوته الجن، فأقام بينهم ما شاء الله ثم عاد إلى قومه فأخذ يحدثهم
بالأحاديث الغريبة، فكانوا بعد ذلك كلما سمعوا حكاية أو نادرة أو خبرا فيه من الغرائب قالوا حديث
خرافة.ومنها اشتق الناس خرافة وخرافات لكل ما لا يمكن تصديقه أو لكل خبر مبالغ فيه».
ومن الأمثلة الدالة على جريان كلمة خرافة على ألسنة الناس كنوع من الضرب بالأمثال، الحديث النبوى الشريف «خرافة حق» والحديث المروى عن عائشة أنه قال لها حدثينى. قالت ما أحدثك حديث خرافة؟ ومنه البيت المنسوب إلى ديك الجن والذي يعزوه بعضهم ال ابن الزبعرى ومنهم الثعالبى، وينسبه ابن قتيبة إلى أبى نواس ؛ وهذا البيت يقول :
حيـاة ثم مـوت ثم حشـر حديث خرافة يا أم عمـرو
وللخرافة أيضا صلة بالسمر إذ عرفوا الأسمار بأنها « الخرافات الموضوعة من حديث الليل ».
ومن هذا التعريف الأخير نجد أن الخرافة مختلقة اختلاقا وأنها خطاب باطل لا أساس له وأنها نوع من الحكايات كان يروى ليلا.

## العلاقة بين الأسطورة والخرافة والفرق بينهما

### علاقة الأسطورة بالخرافة
تستخدم كلمة « Fabula » اللاتينية الأصل والتي يقصد بها الخرافة في التعبير عن نفس المعنى الذي استخدمت فيه كلمة « Mythos » والتي يقصد بها الأسطورة ؛أي في الإشارة إلى قصة خيالية أو خرافية، وهذا المعنى نفسه موجود في الخرافة الإنجليزية أيضا. فالقصص التي تسرد أحداثا زائفة هي أشبه ما تكون بالخرافة ويمكن أن يطلق عليه (كذبة خرافية).
أما القصص التثقيفية والخيالية كالقصص التي كتبها أيسوبوس «Aesop» فيطلق عليها خرافات. وقد يقابل هذا كله الأساطير الأصلية التي لا تفسر على أنها قصصا خيالية أو غير حقيقية.
ولم تكن كلمة موثوس « Muthos » والتي يقصد بها الأسطورة عند اليونان في بداية أمرها-إذا عدنا إلى أصلها الإشتقاقى-سوى كلمة عادية جدا ومعناها الحكاية Récit أو السرد Narration أو ما يحكى في الأسواق. وكانت تتعلق بنسب الآلهة والأبطال كما ذكرنا من قبل في تعريف الأسطورة، أو تحكى جملة الأوامر التي يأمر بها الملك أو الإله مثلما كانت تحكيها الطقوس تمثيلا بالإيماء والإشارة.
وكانت تعنى عند أرسطو حبكة الرواية أو بناءها والكلمة التي تقابله عند الفرنسيين الآن هي Fable بمعنى الخرافة.

### الفرق بين الأسطورة والخرافة
إذا نظرنا إلى جميع ما سبق من تعريف لكل من الأسطورة والخرافة والعلاقة بينهما فسوف لانجد سوى اختلاف واحد فقط بينهما قد لا يلاحظه الكثيرمن الناس ألا وهو (الحقائق التاريخية).
فالأسطورة تختلف عن الخرافة  لأن فيها بعض الحقائق التاريخية كقصة طروادة مثلا والتي ذكرنا نبذة عنها من قبل.
ومن هنا نرى أن فيكتور هوجو عرف الملحمة بقوله :(هي التاريخ ينشد على باب الأسطورة) ولم يقل الخرافة لأن الأسطورة هي التي تذكر الحقائق التاريخية.